# HD 85951
HD 85951 (Felis) – gwiazda w gwiazdozbiorze Hydry. Według pomiarów sondy Gaia opublikowanych w 2018 roku, jest odległa od Słońca o około 526 lat świetlnych.

## Nazwa
Gwiazda ta ma nazwę własną Felis (z łac. „kot”). W przeszłości była częścią historycznego gwiazdozbioru o tej nazwie. Międzynarodowa Unia Astronomiczna w 2018 roku formalnie zatwierdziła użycie tej nazwy dla określenia tej gwiazdy.

## Właściwości fizyczne
Jest to pomarańczowy olbrzym należący do typu widmowego K5. Ma temperaturę 3960 K.